# Кондратівка
51°8′40″ пн. ш. 34°45′58″ сх. д. / 51.14444° пн. ш. 34.76611° сх. д.
Кондра́тівка — пункт пропуску через державний кордон України на кордоні з Росією.
Розташований у Сумській області, Сумський район, поблизу села Кіндратівка на автошляху місцевого значення. З російського боку знаходиться пункт пропуску «Єлизаветовка», Кореневський район, Курська область на автошляху місцевого значення у напрямку Кореневого.
Вид пункту пропуску — автомобільний, пішохідний (тільки піший рух). Статус пункту пропуску — місцевий (з 9.00 до 18.00).
Характер перевезень — пасажирський.
Пункт пропуску «Кондратівка» може здійснювати лише радіологічний, митний та прикордонний контроль.